# Vértiz
Vértiz är en ort i Argentina.   Den ligger i provinsen La Pampa, i den centrala delen av landet, 500 km väster om huvudstaden Buenos Aires. Vértiz ligger 144 meter över havet och antalet invånare är 688.
Terrängen runt Vértiz är mycket platt. Runt Vértiz är det mycket glesbefolkat, med 4 invånare per kvadratkilometer.. Vértiz är det största samhället i trakten.
Trakten runt Vértiz består till största delen av jordbruksmark.